# Ri Se-ung
Ri Se-ung (Pyongyang, 22 dicembre 1998) è un lottatore nordcoreano, specializzato nella lotta greco-romana, vincitore del bronzo a Parigi 2024 nei -60 kg.

## Biografia
Si è messo in mostra a livello giovanile ai Giochi olimpici giovanili di Nanchino 2014, dove ha preceduto sul podio il turco Fatih Aslan e l'ucraino Oleksiy Masyk.
Ha rappresentato la Corea del Nord ai Giochi olimpici estivi di Parigi 2024, in cui è stato estromesso dal tabellone principale del torneo dei -60 kg in semifinale per mano del cinese Cao Liguo, dopo aver superato il moldavo Victor Ciobanu aglo ottavi e l'uzbeko Islomjon Bakhromov ai quarti; nella finale per il bronzo ha battuto il venezuelano Raiber Rodríguez. 

## Palmarès
| Anno | Manifestazione              | Sede        | Evento | Risultato | Note |
| ---- | --------------------------- | ----------- | ------ | --------- | ---- |
| 2013 | Campionati asiatici cadetti | Ulan Bator  | 42 kg  | Oro       |      |
| 2014 | Campionati asiatici cadetti | Bangkok     | 42 kg  | Oro       |      |
| 2014 | Giochi olimpici giovanili   | Nanchino    | 42 kg  | Oro       |      |
| 2015 | Campionati asiatici cadetti | Nuova Dehli | 54 kg  | Oro       |      |
| 2018 | Campionati asiatici         | Biškek      | 60 kg  | Argento   |      |
| 2018 | Giochi asiatici             | Giacarta    | 60 kg  | 5º        |      |
| 2018 | Mondiali                    | Budapest    | 60 kg  | 5º        |      |
| 2019 | Campionati asiatici         | Xi'an       | 60 kg  | Argento   |      |
| 2019 | Mondiali                    | Nur-Sultan  | 60 kg  | 14º       |      |
| 2019 | Giochi mondiali militari    | Wuhan       | 60 kg  | Oro       |      |
| 2023 | Giochi asiatici             | Hangzhou    | 60 kg  | Bronzo    |      |
| 2024 | Giochi olimpici             | Parigi      | 60 kg  | Bronzo    |      |